# Gázpisztoly

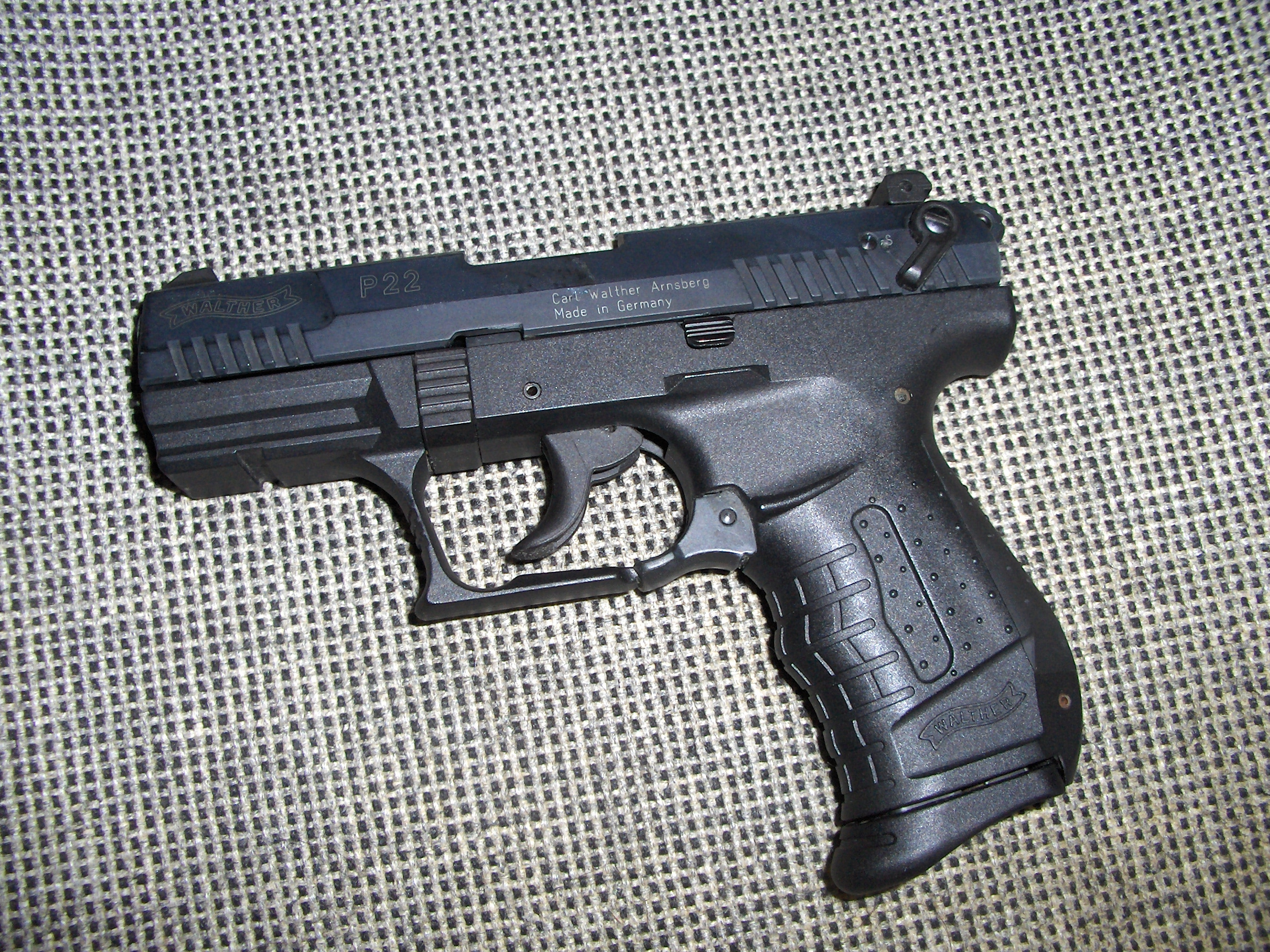
Umarex gyártmányú Walther P22 9 mm öntöltő gázpisztoly

A gázpisztoly (vagy: gáz-riasztó fegyver) 2004 óta Magyarországon is szabadon vásárolható önvédelmi fegyver.
Speciális kialakítású; a cső és a töltényűr nincs teljesen egy vonalban, a csőben pedig keresztben beütött csapok vagy behegesztett darabok vannak, amik lehetetlenné teszik szilárd lövedék kilövését. A gáz-riasztó pisztolyoknak két típusa van: revolver és öntöltő.

## Definíció
Gáz- és riasztófegyver: olyan eszköz, amely rendeltetésszerűen csak gáztöltény és riasztótöltény működtetésére alkalmas

## Engedély
Vásárolni és tartani szabadon lehet, de viselése engedélyköteles. Engedélyt bármely büntetlen előéletű, felnőtt magyar állampolgár igényelhet önvédelmi célra.

## A fegyver felépítése és működési elvei
A fegyverek gyakran éles típusokat másolnak, bár léteznek olyanok is, amelyeknek nincs éles eredeti változata. A gázpisztolyokat az éles fegyverektől két dolog különbözteti meg. Az egyik a csőben elhelyezett úgynevezett akasztó, amely egyébként a gázfegyver legkeményebb alkatrésze. Feladata megakadályozni, hogy a csőből szilárd lövedéket ki lehessen lőni.
A másik különbség a gyengébb minőségű anyagok használata. A leggyakrabban használt anyag a spiáter. Így ezek a fegyverek nem képesek nagyobb – éles fegyverre jellemző – megterhelést hosszabb távon elviselni. A spiáter könnyen törik.

### Öntöltő

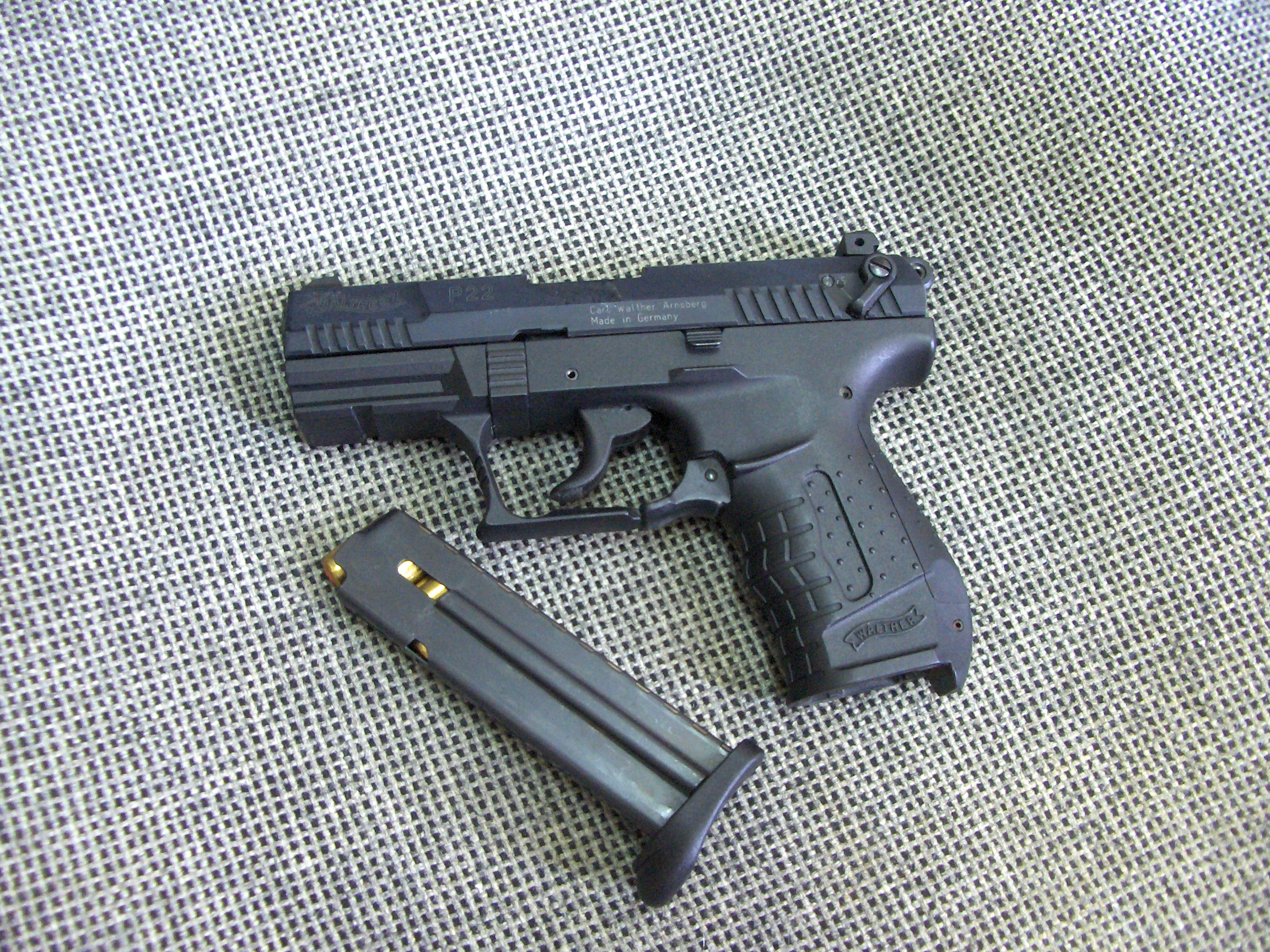
Umarex gyártmányú Walter P22 9 mm‑es öntöltő gázpisztoly kivett tárral. A tárba 7 db 9 mm‑es PAK töltényt lehet tárazni.

A fegyver működési elve teljes mértékben megegyezik az azonos elven működő (reteszeletlen, súlyzáras) éles fegyverekével.
A fegyver markolatában található a tár, amely általában 7 töltény befogadására képes.
Az első lövés leadása előtt a fegyvert csőre kell tölteni. Ehhez a szánt hátrahúzva a hátrasikló szán felhúzza a kakast, ezzel megfeszítve a kakas rugóját. (Ha a töltényűrben töltényhüvely volt, azt a szánnal együtt mozgó hüvelyvonó a töltényűrből kihúzza, eközben a hüvely alja megakad a tokba szerelt hüvelykivetőben, és a hüvely – általában jobb oldalra – kivetődik.) A szán hátsó helyzetében a tölténytár rugója a legfelül lévő töltényt a töltényűr elé emeli, majd a helyretoló rugó hatására előresikló szánba szerelt zár azt a töltényűrbe tolja. A helyretoló rugó által kifejtett erő a zárat a cső töltényűr felőli végéhez nyomja, így a zár a csőfart lezárja.
Az elsütőbillentyűt meghúzva a megfeszített kakas ráüt a záron keresztül mozgó ütőszegre, amely a töltény csappantyújára üt. A csappantyúelegy által keltett szikra hatására a lőportöltet berobban, és hirtelen nagy gáznyomás keletkezik. E nyomás hatására éles fegyverben a lövedék (gázpisztolyban pedig a lőpor robbanásakor aktivizálódó gáztöltet) a csőben előrehalad, és a csőtorkolatnál elhagyja a fegyvert. Ugyanez a nyomás a hüvelyt a nekifeszülő zárral együtt hátrafelé indítja el. A zár (tömege és a helyretoló rúgó ereje miatt) a hüvellyel együtt viszonylag lassan indul hátra. Így a hüvely csak akkor csúszhat ki a töltényűrből, amikor a nyomás a csőben már lecsökkent. (Ha nem így lenne, a hüvely vékony fala, amelyet a töltényűr már nem támaszt meg, a nagy nyomás miatt szétrepedhetne.) 
Ezután a kapott impulzus hatására a szán ugyanúgy halad hátra, mint az első lövés leadása előtt kézzel hátrahúzva. A töltényhüvely a hüvelykivetőbe ütközve kivetődik, és a már leírt módon a következő lőszer betöltődik. (Érdekesség, hogy a lövés után nem a hüvelyvonó húzza ki a hüvelyt, hanem az a lőporgázok nyomása miatt maga tolja hátra a szánt és veti ki önmagát. A hüvelyvonónak ilyen fegyvernél csak akkor van szerepe, amikor a ki nem lőtt lőszert a szán kézi hátrahúzásával ürítjük.)
Ha a tárból az utolsó lőszer is kijutott, lőszer helyett az adogatóajak emelkedik ki (vagy hozza működésbe a szánakasztót), amely a lövés után a szánt nem engedi előresiklani. Ebből a fegyver használója tudhatja, hogy a tár kiürült. Szánakasztóval szerelt fegyvernél a szán a tár kihúzása után is hátsó helyzetében marad, és a töltés után elég a szánakasztót megnyomni, hogy az előresikló szán egy lőszert toljon a töltényűrbe, és a fegyver ismét tüzelésre kész legyen.

### Revolver vagy forgótáras

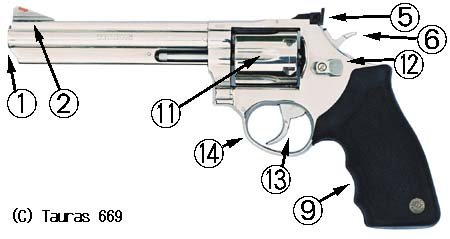
Forgótáras fegyver felépítése

A revolver egy egyszerű szerkezet. A töltények a fegyver dobjában, a dobfuratokban helyezkednek el. Általában 5 töltényt lehet a dobban elhelyezni. Az elsütőbillentyű meghúzása egyben elforgatja a dobot – úgy, hogy a következő töltény kerüljön egy vonalba a csővel –, másrészt a kakas megfeszül.
Az elsütőbillentyű tovább húzása kioldja a kakast, amely ráüt az ütőszegre. Az ütőszeg a töltény csappantyújára ütve a töltény csappantyúelegye elrobban, a töltényben található gázok a csövön keresztül elhagyják a fegyvert.
Az egyszerűsége abban rejlik, hogy mechanikailag nem túl bonyolult a szerkezet, így kicsi a meghibásodás lehetősége is.
A revolverek elsütőszerkezeténél két rendszert ismerünk: SA (vagy Single Action), illetve DA (Double Action).
Az SA rendszerű fegyvereknél az elsütőbillentyű meghúzása egyetlen feladatot lát el, a megfeszített kakast oldja. Így a lövés előtt nekünk kell a kakast megfeszíteni.
A DA elsütőbillentyű meghúzása a dobforgatást és a kakas megfeszítését is elvégzi. Ma már csak ilyen rendszerű gázrevolvereket árulnak.

### Összehasonlítás
A bonyolultabb szerkezetű, öntöltő gázfegyverek kevésbé megbízhatóak, nagyobb a meghibásodás kockázata. Önvédelemre minden szakértő a forgótáras (revolver) fegyvereket javasolja.

## Töltények
A fegyverhez 2 típusú töltény létezik: riasztó, ami csak durran, és az orr-nyálkahártyát ingerlők (könnygáz), ezen belül: PV, CS, CN, CR. A fegyvert szilárd lövedék kilövésére alkalmassá átalakítani szigorúan tilos, egyrészt mert a törvény bünteti, másrészt a felépítése nem alkalmas éles lőszer kilövésére, így balesetet okozhat.

## Jelölések a fegyvereken
A PTB (Physikalisch Technische Bundesanstalt) jel a hetvenes évek után készült, német gyártású gázfegyvereken található szám. A német forgalombahozatali előírásoknak való megfelelőséget igazolja.
Találhatunk egy címert is, amely arra utal, hogy Németország melyik városában lévő intézetben végezték el a fegyver minőség-ellenőrzését, próbalövését. A címer mellett a tok oldalán található egy 2 betűből álló kód. Ez a gyártási évszámra utal. A betűk jelentése a következő:
A = 0, B = 1, C = 2, D = 3, E = 4, F = 5, G = 6, H = 7, I = 8, K = 9
(Például: KD = 93 → 1993)

## Kiegészítők
Bár gyártanak gázfegyverhez is hangtompítót (Röhm), de inkább csak látványelem jelleggel. A menetbe egy kis csőtoldatot lehet csavarni, amiből 15 mm-es jelző-, vagy tűzijáték rakétákat lehet kilőni, riasztópatron segítségével. Ez a rakétavető toldat általában a fegyver tartozékát képezi.
Felszerelhető a boltokban kapható lézer-, vagy Red-Dot irányzékok is, de sok értelme nincs, hiszen egy gázfelhővel nem kell pontosan célozni.

## Fegyverkezelési alapszabály
Bár nem éles fegyverről van szó, a helytelen kezelés sérüléshez vezethet. Ezért úgy kell kezelni, mint bármely éles fegyvert. Így ellenőrizni kell a töltetlenséget. Soha ne fogjuk a fegyvert más emberre, állatra – kivéve, ha védelem miatt szükséges. Gyerektől megfelelően elzárva tartsuk.
Töltetlenség ellenőrzése:
A fegyvert magunktól elfele, csövét lőtéren lőirányba, töltő-ürítő helyen lövéselnyelő irányba-helyzetbe, egyéb helyen olyan irányba tartjuk, hogy sem másban, sem önmagunkban közvetlenül vagy közvetett módon ne tehessünk kárt.
Mutatóujjunk minden esetben a tokon legyen.
Szekrénytáras gáz–riasztó fegyver esetén segítő kézzel biztosítjuk a fegyvert.
A tárkioldó gomb benyomásával segítő kézzel kivesszük a tárat. 
Töltőfogást alkalmazva a segítő kézzel a szánt hátrahúzzuk.
Elvégezzük a kétkörös, hárompontos töltetlenség-ellenőrzést:
Első kör:
A szánt hátrahúzva tartva a töltényűrben három ponton ellenőrizzük a fegyvert:
Ellenőrizzük a csövet, a tár helyét, a hüvelyvonó karmot.
A szánt elengedjük.
Második kör:
A szánt hátrahúzva tartva a töltényűrben három ponton ellenőrizzük a fegyvert:
Ellenőrizzük a csövet, a tár helyét és a hüvelyvonó karmot.
A fegyver töltetlen, meg van vizsgálva.
A fegyvert magunktól elfele, csövét lőtéren lőirányba, töltő-ürítő helyen lövéselnyelő irányba-helyzetbe, egyéb helyen olyan irányba tartjuk, hogy sem másban, sem önmagunkban közvetlenül vagy közvetett módon ne tehessünk kárt, majd a fegyvert tűzkész állapotba helyezzük, és az elsütőbillentyű segítségével fesztelenítjük.
Forgótáras fegyver esetén:
A fegyvert magunktól elfele, csövét lőtéren lőirányba, töltő-ürítő helyen lövés elnyelő irányba-helyzetbe, egyéb helyen olyan irányba tartjuk, hogy sem másban, sem önmagunkban közvetlenül vagy közvetett módon ne tehessünk kárt.
Mutatóujjunk minden esetben a tokon legyen.
Forgótáras fegyver esetén is biztosítjuk a fegyvert a segítő kézzel.
A tárkioldó gomb segítségével oldjuk a cilinderzárat, a cilindert megtekintjük a következő módon:
Fegyverfogást alkalmazunk, kifordítjuk a cilindert, belenézünk a csőbe, majd segítő kézzel az óramutatóval megegyező irányban elforgatjuk a cilindert, miközben egyesével megvizsgáljuk a töltényűröket úgy, hogy tíztől felfele számolunk úgy, hogy az első a tizenegy legyen.
Ha elértük tízen felül a lőszerbefogadó képességét a lőfegyvernek, a cilinder lövedékűreit figyelve, ellenőrízve azok ürességét számolunk hármat, majd megismételjük az előzőeket:
Fegyverfogást alkalmazunk, kifordítjuk a cilindert, belenézünk a csőbe, majd segítő kézzel az óramutatóval megegyező irányban elforgatjuk a cilindert, miközben egyesével megvizsgáljuk a töltényűröket úgy, hogy tíztől felfele számolunk úgy, hogy az első a tizenegy legyen.
A fegyver töltetlen, meg van vizsgálva.
A fegyvert magunktól elfele, csövét lőtéren lőirányba, töltő-ürítő helyen lövés elnyelő irányba-helyzetbe, egyéb helyen olyan irányba tartjuk, hogy sem másban, sem önmagunkban közvetlenül vagy közvetett módon ne tehessünk kárt, majd a fegyvert tűzkész állapotba helyezzük, és az elsütőbillentyű segítségével fesztelenítjük.

## Jogszabályok
- 2004. évi XXIV. törvény a lőfegyverekről és lőszerekről
- 155/2003 (X.1.) Korm. rendelet a polgári célú pirotechnikai tevékenységek felügyeletéről
- 175/2003. (X. 28.) Korm. rendelet a közbiztonságra különösen veszélyes eszközökről
- 253/2004. (VIII. 31.) Korm. rendelet a fegyverekről és lőszerekről
- 31/2006. (VI.1.) GKM rendelet a fegyverek, lövőkészülékek, lőszerek vizsgálatáról[halott link]

## Lásd még
- Gáztöltény

## Külső hivatkozások
- Gázpisztoly. [2009. április 18-i dátummal az eredetiből archiválva]. (Hozzáférés: 2009. augusztus 3.)